# Müssingen (Warendorf)
Müssingen ist ein Stadtteil der Kreisstadt Warendorf mit rund 1270 Einwohnern. Er liegt südlich der Ems und östlich von Münster.

## Geschichte
Der heutige Warendorfer Ortsteil Müssingen ist aus einer Bauerschaft entstanden, die erstmals im Jahre 1040 als „Mussa“ oder „Musna“ urkundlich erwähnt wurde.
Die hier nach 1945 erfolgte Ansiedlungen von Vertriebenen und Flüchtlingen aus den ehemaligen deutschen Ostgebieten fand hauptsächlich in der sog. ‚Ein’schen Brinke‘ statt, der Region zwischen der B 64 und dem Ort Einen, der am nördlichen Emsufer gelegen ist. Zwecks der Bereitstellung von Wohnraum wurde der Müssinger Fensterberg, eine durch Sandverwehungen in der südlichen Emsaue entstandene Anhöhe, schrittweise abgetragen.
Auch viele Arbeiter des in Müssingen gelegenen Arbeitslagers zur Emsbegradigung blieben in Müssingen und wurden dort sesshaft. Bis zur Kommunalen Gemeindereform am 1. Januar 1975 gehörte Müssingen noch zur Gemeinde Everswinkel, wurde dann allerdings in die Stadt Warendorf umgegliedert. Diese Begebenheit erklärt, dass Müssingen noch heute über dieselbe Vorwahl wie Everswinkel verfügt. Die Einwohnerzahl des Dorfes stieg vor allem in den 1970er-Jahren stark an und erreichte in Spitzenzeiten Zuwachsraten von bis zu 7 %.

## Wirtschaft und Infrastruktur
Müssingen ist kein nennenswerter Wirtschafts- oder Industriestandort, jedoch verfügt der Ort über einen ausgeprägten Dienstleistungssektor, der vor allem durch zwei Malerbetriebe und einen Elektrobetrieb sowie ein Tiefbau-Unternehmen repräsentiert wird. Die Lebensmittelversorgung der Müssingener Bevölkerung stellt eine Bäckereifiliale und der sich im Nachbarort befindende Supermarkt sicher. Außerdem befindet sich in Müssingen eine von der Sparkasse-Münsterland-Ost und der Volksbank gemeinsam betriebene Filiale, in der die Einwohner Zugang zu Geldautomaten und Kontoauszugsdruckern haben, sowie an manchen Tagen in der Woche Beratung durch Fachpersonal in Anspruch nehmen können. Im Januar 2006 erfolgte der Anschluss Müssingens an das DSL-Netzwerk, das jetzt in Teilen (nicht allen) Müssingens verfügbar ist, allerdings beschränkte sich die Geschwindigkeit in den meisten Fällen auf DSL-Light. Im Jahr 2012 erfolgte dann eine Aufstockung des verfügbaren Internetanschlusses, sodass heute flächendeckend DSL 16000 und in vielen Fällen auch VDSL50 verfügbar ist. Im Jahr 2017 ist der Anschluss des Ortes an das Glasfasernetz der Deutschen Glasfaser erfolgt.
Des Weiteren verfügt der Ort mit einem Bundesstraßen-, Bahn- und Buslinienanschluss über eine exzellente Verkehrsinfrastruktur. An der Bahnstrecke Münster–Rheda-Wiedenbrück wurde 2016 der Haltepunkt Warendorf-Einen-Müssingen eröffnet. Einmal stündlich je Richtung hält hier die Linie RB 67.
| Linie | Verlauf | Takt   |
| ----- | --- | ------ |
| RB 67 | Warendorfer Bahn: Münster (Westf) Hbf – Telgte – Warendorf-Einen-Müssingen – Warendorf – Beelen – Clarholz – Herzebrock – Rheda-Wiedenbrück – Gütersloh Hbf – Isselhorst-Avenwedde (einzelne Züge morgens an Werktagen) – Bielefeld-Brackwede – Bielefeld Hbf Stand: Fahrplanwechsel Dezember 2021 | 60 min |

Müssingen liegt am Europaradweg R1, der das französische Boulogne-sur-Mer mit Sankt Petersburg in Russland verbindet.

## Vereine / Parteien
Müssingen weist ein ausgeprägtes Vereinsleben auf, denn in dem kleinen Ort existieren neben dem Sportverein SC Müssingen 1949 e. V. auch die Schützenbruderschaft St. Georg und ein eigener Spielmannszug. Die CDU Ortsunion Einen-Müssingen ist für beide Ortsteile (Einen und Müssingen) gleichermaßen tätig.